# 伴盛兼
伴 盛兼（ばん もりかね）は、戦国時代から安土桃山時代の武将。

## 概要
古代豪族大伴氏の末裔で、父の代までは近江国に住んで足利将軍家に仕えた。当初は兄の盛陰とともに松平元康（徳川家康）の家臣・松井忠次に招かれて仕える。忠次は盛陰・盛兼の兄弟を側近に取り立てて厚遇したという。永禄5年（1562年）上ノ郷城攻めでは兄や同族の伴一族とともに活躍した。盛陰はその後も家康に従ったが盛兼は織田信長に仕え、伊勢亀山に住んだ。
天正10年（1582年）本能寺の変が起きた時、畿内にいた徳川家康が帰国のために伊賀越えを決行した。盛兼は当時病床に伏していたが家康に急使を送って協力を申し入れ、甲賀の伴一族とともに家康の伊賀越えを案内した。嫡子の重盛はこの年に、盛兼は翌年に三河国に赴いて家康に臣従し、知行600貫を与えられた。天正12年（1584年）小牧・長久手の戦いに従軍し、羽黒の戦いでは甲賀衆が多数戦死したためその見分を申しつけられている。しかしその翌月、長久手の戦闘で盛兼もまた家康の眼前で戦死を遂げた。